# ROCS Pan Chao
Le ROCS Pan Chao (en chinois traditionnel : 班超 ; pinyin : Bān Chāo) est une frégate de classe Cheng Kung de la Marine de la république de Chine.

## Caractéristiques
Le Pan Chao est de classe Cheng Kung (virtuellement identique à la classe Oliver Hazard Perry de l'US Navy), soit un navire chargé des missions de reconnaissance et d'entraînement au combat.

## Construction
Le Pan Chao est le sixième exemplaire de la commande initiale de huit frégates de classe Cheng Kung, formalisée le 8 mai 1989.
Il a été réalisé sur un des chantiers navals de la société CSBC Corporation à partir de janvier 1995, pour un lancement en décembre 1995 et une mise en service en décembre 1997,.
Les sept premières frégates portent toutes le nom de généraux et guerriers chinois ; le Pan Chao doit son nom à Ban Chao, général du Ier siècle.

## Utilisation
Il est stationné à la base navale de Zuoying.